# Jarosław Wałęsa
Jarosław Wałęsa (Danzica, 13 settembre 1976) è un politico polacco di Piattaforma Civica.

## Biografia
Jarosław Wałęsa è il quarto figlio di Lech Wałęsa, fondatore dell'organizzazione sindacale di opposizione Solidarność e di sua moglie Danuta.
È stato membro di numerose organizzazioni sportive e giovanili fin dalla giovane età. Nel 1991 si è trasferito negli Stati Uniti per frequentare la Glastonbury High School, in Connecticut. Nel 2001 ha conseguito la laurea in scienze politiche presso il College of the Holy Cross del Massachusetts e l'anno successivo è tornato in patria, dove ha conseguito una laurea magistrale nella medesima disciplina presso l'Università di Danzica. Ha poi lavorato presso l'Istituto Lech Wałęsa.
Nel 2005 è stato eletto al Sejm per il distretto di Danzica. È stato riconfermato deputato anche durante le elezioni del 2007. A seguito delle elezioni europee del 2009 è diventato europarlamentare, sempre per il distretto di Danzica, ricevendo un totale di 73.968 voti.
Il 2 settembre 2011 è rimasto gravemente ferito in un incidente stradale nel villaggio di Stropkow, vicino a Sierpc. Sebbene la colpa fosse principalmente del conducente del veicolo in arrivo, anche Wałęsa è stato processato per eccesso di velocità. Per poter svolgere un'indagine adeguata, nel 2012 il pubblico ministero gli ha revocato l'immunità parlamentare. Il caso è stato infine archiviato per prescrizione.
Nel 2014 Jarosław Wałęsa è diventato europarlamentare per la seconda volta.